# Ellis Kaut
Ellis Kaut (Stuttgart, 17 de noviembre de 1920 – Fürstenfeldbruck, 24 de septiembre de 2015), fue una actriz, escultora y escritora alemana. Madre de Uschi Bagnall.
Fue la creadora en febrero de 1962 del famoso personaje Pumuki (Pumuckl en alemán), un duende pelirrojo carpintero, en un libro que fue ilustrado por la también alemana Barbara von Johnson. Se publicaron once libros de Pumuki, 50 discos, una serie de televisión en 52 capítulos, tres películas y una comedia musical. También creó al gato Mush.
Condecorada con la Orden al Mérito de Baviera y la Cruz Oficial de la Orden del Mérito de la República Federal de Alemania.
Falleció el 24 de septiembre de 2015 a los 94 años.

## Libros
- Las Travesuras de Pumuki
- Pumuki al teléfono

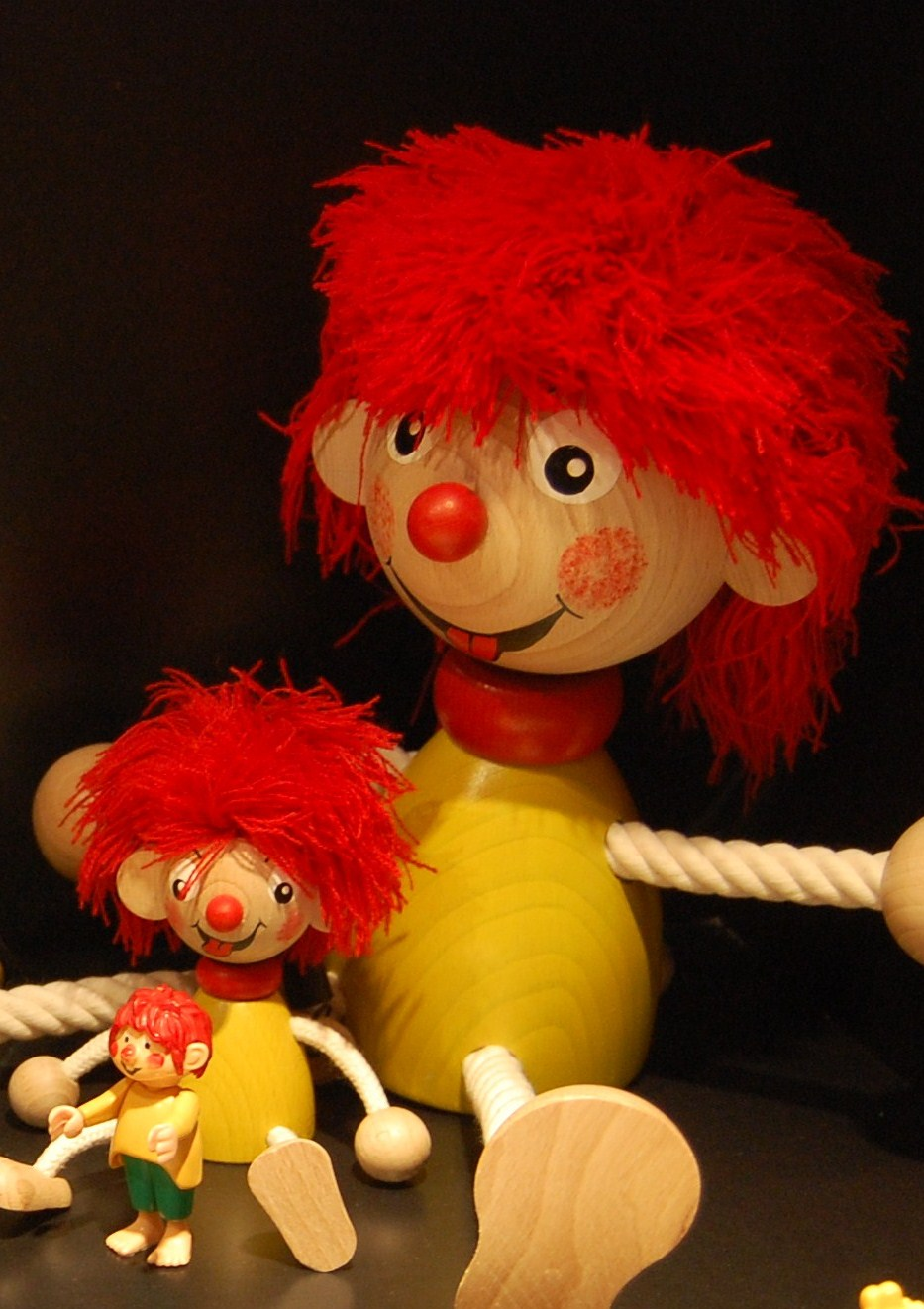
Personaje Pumuki.

- Solo yo me llamo yo (autobiografía)

## Premios
- 1971: Premio Arte Schwabing
- 1980: Cruz del Mérito primera clase de la Orden del Mérito de la República Federal de Alemania
- 1980: Medalla de Múnich
- 1985: Orden al Mérito de Baviera
- 1999: Premio de la cultura de Oberbayern